# Joseph Untube N'singa Udjuu
Joseph N’singa Udjuu Ongwabeki Untube, né le 29 septembre 1934 à Bandundu et mort le 24 février 2021, est le Premier commissaire d'État du Zaïre du 23 avril 1981 au 5 novembre 1982.
Il était le président de l’Union chrétienne pour le renouveau et la justice (UCRJ).

## Biographie
Joseph N’singa est né le 29 septembre 1934 à Nsontin dans la province du Bandundu. Il fait ses études à l'université Lovanium. Il est, en 1967, avec Justin Bomboko et Étienne Tshisekedi, à la création du Mouvement populaire de la révolution (MPR), le Parti-État qui consolide tous les pouvoirs à Mobutu.
En 1966, il devient ministre de la Justice, pour devenir ensuite ministre de l’Intérieur en 1969. Il est Premier commissaire d'État (Premier ministre) d’avril 1981 à novembre 1982. En 1986, il devient Commissaire d’État à la Justice, titre alors équivalent à celui de ministre de la Justice. Il est de nouveau ministre de la Justice de 1995 à 1997.
En avril 1997, il fait partie du gouvernement de Likulia Bolongo en tant que ministre du Plan et de Reconstruction nationale, avant de connaitre l'exil en Afrique du Sud.
Revenu d'exil sous les graces de Laurent-Désiré Kabila, il est élu député national en 2006. Dans l'Assemblée nationale, il exerce les fonctions de rapporteur de la commission politico-judiciaire.